# Damian Priest
Luis Martínez (* 26. September 1982 in New York City), besser bekannt unter seinem Ringnamen Damian Priest, ist ein amerikanischer Wrestler. Er steht derzeit bei der WWE unter Vertrag und tritt regelmäßig in deren Show RAW auf. Sein bislang größter Erfolg ist der Erhalt der World Heavyweight Championship.

## Wrestling-Karriere

### Ring of Honor (2015–2018)
Sein erster Auftritt bei Ring of Honor war 2015 unter seinem bürgerlichen Namen Luis Martínez. Martínez kehrte im Ring of Honor, der als Punishment Martinez bezeichnet wird, beim ROH Top Prospect Tournament zurück, wo er Colby Corino in der ersten Runde besiegte. Martinez verlor im Halbfinale gegen Lio Rush. Trotz der Niederlage wurde Martinez von Ring of Honor unter Vertrag genommen. Anschließend schloss er sich BJ Whitmer und Kevin Sullivan an. Am 16. September 2016 nahm Martinez am Honor Rumble 2016 teil, wo er eine beeindruckende Leistung zeigte, bevor er endgültig eliminiert wurde.
Durch die Zusammenarbeit von ROH mit New Japan Pro-Wrestling trat Martinez bei der zweitägigen Veranstaltung Honor Rising: Japan 2017 auf. In der ersten Nacht besiegte Martinez gemeinsam mit den Mitgliedern Hiromu Takahashi und Tetsuya Naito von Los Ingobernables de Japon Dalton Castle, Hiroshi Tanahashi und Ryusuke Taguchi. In der zweiten Nacht forderte Martinez Hirooki Goto erfolglos für die NEVER Openweight Championship heraus. Unter dem Namen Damian Martinez kehrte er zu ROH zurück, um erfolglos in einem Manhattan Mayhem Battle Royal den neuen Herausforderer für die ROH Championship zu ermitteln.
Martinez gewann seine erste Meisterschaft in ROH am 16. Juni 2018 und besiegte Silas Young um den ROH World Television Championship. Am 29. September 2018 lief sein Vertrag mit Ring of Honor aus und er lehnte eine Vertragsverlängerung ab. Bei seinem letzten Auftritt für die Promotion verlor Martinez den ROH World Television Championship.

### World Wrestling Entertainment (seit 2018)
Am 12. Oktober 2018 wurde berichtet, dass Martínez einen Vertrag bei der WWE unterzeichnet hatte. In der NXT-Folge vom 5. Dezember gab Martinez sein Debüt und verlor gegen Matt Riddle.
Am 15. April 2019 erhielt Martinez seinen neuen Ringnamen Damian Priest. Unter seinem neuen Ringnamen erfolgten Fehden gegen Raul Mendoza und Pete Dunne, welche von ihm gewonnen wurden. In der NXT-Folge vom 22. April 2020 wurde Finn Bálor hinter der Bühne von einem unbekannten Angreifer angegriffen, was dazu führte, dass er aus seinem geplanten Match gegen Velveteen Dream entfernt wurde. Priest entlarvte sich als Angreifer, was zu einem Match zwischen beiden führte. Dies konnte er jedoch nicht gewinnen.
Im Juli 2020 begann Priest, um die vakante NXT North American Championship zu kämpfen. Er gewann das Qualifikationsmatch bekam somit einen Platz im Match um den Titel. Am 22. August 2020 gewann er den Titel in einem Fatal Five Way Ladder Match. An diesem Match waren auch Bronson Reed, Cameron Grimes, Johnny Gargano und Velveteen Dream beteiligt. Die Regentschaft hielt 67 Tage und er verlor den Titel schlussendlich am 28. Oktober 2020 an Johnny Gargano.
Am 31. Januar 2021 trat er beim Royal Rumble Match auf und eliminierte John Morrison, The Miz, Elias und Kane. Mit diesem Auftritt stieg er in das Main Roster auf und wurde dem Raw-Roster zugeteilt. Sein Debüt-Match bestritt er am 1. Februar 2021 und besiegte The Miz. Am 10. April 2021 bei WrestleMania 37 gewann er zusammen mit Bad Bunny ein Tag-Team-Match gegen The Miz und John Morrison. Hiernach bestritt er nur noch vereinzelt Matches, welche er alle gewann.
Am 21. August 2021 bei SummerSlam 2021 gewann er den WWE United States Championship, hierfür besiegte er Sheamus. Die Regentschaft hielt 191 Tage und er verlor den Titel schlussendlich am 28. Februar 2022 an Finn Bálor. Am 3. April 2022 verhalf er Edge bei WrestleMania 38 zum Sieg in seinem Match gegen AJ Styles. Am 5. Juni 2022 bestritt er zusammen mit Edge und Rhea Ripley bei Hell In A Cell (2022) ein Six-Person-Mixed-Tag-Team-Match gegen AJ Styles, Finn Bálor und Liv Morgan; das Match gewannen sie.
Am 1. Juli 2023 gewann er bei Money in the Bank 2023 das Money in the Bank Match. Hierfür besiegte er LA Knight, Ricochet, Shinsuke Nakamura, Butch, Santos Escobar und Logan Paul. Am 2. September 2023 gewann er bei Payback (2023) zusammen mit Finn Bálor die Undisputed WWE Tag Team Championship, hierfür besiegten sie Kevin Owens und Sami Zayn. Die Regentschaft hielt 35 Tage und sie verloren die Titel schlussendlich am 7. Oktober 2023 bei WWE Fastlane (2023) an Jey Uso und Cody Rhodes. Am 16. Oktober 2023 gewannen die beiden die Titel von Jey Uso und Cody Rhodes zurück. Bei WrestleMania XL Night 1 verloren er und Bálor die Undisputed Tag Team Championships an The Awesome Truth und A Town Down Under. Am Tag darauf, bei WrestleMania XL Night 2, gewann er die World Heavyweight Championship von Drew McIntyre, nachdem er den Money in the Bank Koffer erfolgreich eingelöst hatte. Nachdem er mehrmals erfolgreich seinen Titel gegen unter anderem Drew Mcintyre und Seth Rollins verteidigt hatte, verlor er den Titel beim SummerSlam gegen Gunther, nachdem Finn Bálor zu Gunsten von Gunther in das Match eingriff und gegen Priest turnte.
Die darauffolgende Fehde gegen Bálor war kurz. Beim Royal Rumble konnte er Drew McIntyre eliminieren, weswegen es bei WrestleMania 41 zu einem Sin City-Streetfight mit McIntyre kam, den Damien Priest aber deutlich verlor.

## Titel und Auszeichnungen
- World Wrestling Entertainment
  - World Heavyweight Championship (1×)
  - NXT North American Championship (1×)
  - WWE United States Championship (1×)
  - WWE SmackDown Tag Team Championship (2×) mit Finn Bálor
  - WWE Raw Tag Team Championship (2×) mit Finn Bálor
  - Money in the Bank (Men’s 2023)
  - WWE World Heavyweight Champion
- Ring of Honor
  - ROH World Television Championship (1×)
  - Survival of the Fittest (2017)
- Monster Factory Pro Wrestling
  - MFPW Heavyweight Championship (3×)
  - MFPW Tag Team Championship (2×) mit Brolly und QT Marshall
  - MFPW Invitational (2016)
- Keystone Pro Wrestling
  - KPW Tag Team Championship (1×) mit Matthew Riddle
- Pro Wrestling Illustrated
  - Nummer 166 der Top 500 Wrestler in der PWI 500 im Jahr 2019